# 토르 베르가타 로마 대학교
토르 베르가타 로마 대학교(이탈리아어: Università degli Studi di Roma "Tor Vergata"; 영어: University of Rome Tor Vergata)는 이탈리아 로마에 위치한 공립 연구 대학이다.

## 같이 보기
- 국제 의학 입학 시험
- 밀라노 대학교
- 로마 라 사피엔차 대학교